# Степан Павичич
 Степан Павичич (сербохорв. Stjepan Pavičić) — югославський футболіст, що грав на позиції захисника. Виступав за клуб «Конкордія» (Загреб). Дворазовий чемпіон Югославії.

## Клубна кар'єра
Виступав у складі загребського клубу «Конкордія». В 1930 році виграв з командою перший в її історії титул чемпіона Югославії. Для потрапляння до фінального турніру клуб посів друге місце у  чемпіонаті Загреба, а потім у кваліфікації переміг «Ілірію» з Любляни. У фінальній шістці «Конкордія» набрала 15 очок, на два випередивши «Югославію» і «Хайдук». На рахунку Павичича 10 матчів у фінальному турнірі і два в кваліфікації.
У 1931 році став з командою срібним призером чемпіонату, зігравши у фінальному турнірі 10 матчів матчів.
В 1932 році вдруге став чемпіоном країни. «Конкордія» посіла друге місце у кваліфікаційній групі, поступившись «Хайдуку». Фінальний турнір цього разу проводився за кубковою системою. Клуб переміг у чвертьфіналі «Вікторію» (Загреб) (3:0 і 7:3), а у півфіналі белградську «Югославію» (0:0, 6:1). У фіналі «Конкордія» двічі перемогла «Хайдук» з однаковим рахунком 2:1.
Четвертий раз поспіль «Конкордія» виступила у фінальному турнірі чемпіонату в 1933 році, посівши лише сьоме місце.
В 1934 року був учасником так званого Кубка семи — турніру, який організували 7 провідних клубів Югославії, як альтернативу національному чемпіонату, який у сезоні 1933/34 не був проведений через те, що клуби не досягли згоди щодо формату його проведення. «Конкордія» у цьому змаганні посіла четверте місце.

## Титули і досягнення
- Чемпіон Югославії (2):

«Конкордія»: 1930, 1932
- Срібний призер чемпіонату Югославії (1):

«Конкордія»: 1931